# Bénin aux Jeux olympiques d'été de 1984
Le Bénin participe aux Jeux olympiques d'été de 1984 à Los Angeles. Sa délégation est uniquement composée de 3 boxeurs avec comme porte-drapeau est Firmin Abissi. Au terme des Olympiades, la nation n'est pas classé puisqu'elle ne remporte aucune médaille. 

## Engagés béninois par sport
Firmin Abissi (poids coqs, -54 kg), Georges Boco (poids welters, –67 kg) et Maxime Mehinto (en) (poids moyens, -75 kg) s'arrêtent dès leurs premiers matchs avec une défaite aux points 5-0.